# 린드마니아아과
린드마니아아과(lindmania亞科, 학명: Lindmanioideae 린드마니오이데아이[*])는 파인애플과의 아과이다.

## 하위 분류
- 린드마니아속(Lindmania Mez)
- Connellia N.E.Br.